# گمانه‌زنی اتمسفری
گمانه‌زنی اتمسفری یا گمانه‌زنی جوی (به انگلیسی: Atmospheric sounding) یا پروفایل اتمسفری اندازه‌گیری توزیع عمودی خواص فیزیکی ستون اتمسفر مانند فشار، دما، سرعت باد و جهت باد (در نتیجه برش باد به دست می‌آید)، محتوای آب مایع، غلظت ازن، آلودگی و دیگر ویژگی‌ها است. چنین اندازه‌گیری‌هایی به روش‌های مختلفی از جمله سنجش از دور و بازدیدهای درون‌جا انجام می‌شود.
رایج‌ترین گمانه‌زنی درجا رادیوسوند است که معمولاً یک بالون هواشناسی است، اما می‌تواند موشک هم باشد.